# 桃樂絲·歐尼爾
桃樂絲·「桃蒂」·歐尼爾（英語：Dorothy "Dottie" O'Neil，1930年—），美國前女子羽球運動員，出生於康涅狄格州諾里奇。
桃樂絲·歐尼爾代表美國參加1960年優霸盃，在對陣丹麥隊的決賽中，她同時出賽單、雙打。在單打比賽中，她以11:81、8:11、11:7贏了英吉·赫塞爾斯汀；在雙打比賽中，她與瑪格麗特·華納搭檔，先後輸給克絲汀·桑代爾/韓妮·延森組合與碧兒蒂·克里斯提安森/奧絲·溫瑟組合。最後美國隊以5-2取勝而獲得冠軍。
桃樂絲·歐尼爾也參加1963年優霸盃，在對陣英格蘭隊的決賽中，她出賽第三單打，以6:11、7:11輸給艾莉絲·羅傑斯。最後美國隊以4-3取勝而獲得冠軍。
1964年，她在贏得美國羽球公開賽女子單打冠軍。1994年，她入選美國羽球名人堂。